# Tegenaria ariadnae
Tegenaria ariadnae är en spindelart som beskrevs av Brignoli 1984. Tegenaria ariadnae ingår i släktet husspindlar, och familjen trattspindlar. Inga underarter finns listade i Catalogue of Life.